# Фара Оливана кон Сола
Фа̀ра Олива̀на кон Со̀ла (на италиански: Fara Olivana con Sola; на ломбардски: Fara e Söla, Фара е Сьола) е община в Северна Италия, провинция Бергамо, регион Ломбардия. Административен център на общината е село Фара Оливана (Fara Olivana), което е разположено на 162 m надморска височина. Населението на общината е 15 777 души (към 2017 г.).